# 2015年新加坡大選
2015年新加坡大選在2015年9月11日舉行。本次選舉是新加坡建國總理李光耀逝世後該國舉行的第一次大選，選出了新一屆新加坡國會全部89個民選議席。執政的人民行動黨（行動黨）雖然在所有選區都面臨反對派挑戰，不過最終仍然贏得89席當中的83席，蟬聯執政。

## 背景

### 政治制度與政局
《新加坡共和國憲法》規定新加坡採納代議民主制，當中由新加坡公民經選舉選出的代議士會組建政府，並代表他們統治新加坡。行動黨自1959年大選以來，一直都能夠在大選中贏得大多數國會議席，並成為執政黨，但在2011年大選當中，由於當地民眾對移民、收入不平均和生活費增加的不滿，行動黨得票率創獨立以來新低之餘，還在阿裕尼集選區被反對黨工人黨擊敗，喪失該選區所有議席，這是當地集選區制度創設以來行動黨在集選區的競逐中落敗的首例。隨後，行動黨又於2013年榜鵝東區補選中被工人黨擊敗，令工人黨擁有的國會議席增加到9個（包括2個非選區議席）。新加坡人民黨在國會裏也有一個非選區議席。
本次大選是新加坡建國總理李光耀去世後當地舉行的首場大選，而1965年新加坡獨立後出生的選民人數也已經突破選民總數的五成，為歷史上首見。自2011年大選以來，行動黨政府已經借助設立我們的新加坡對話會、派官員出席電視論壇等方式，希望營造行動黨會聽取民眾意見的形象，並希望借助新加坡獨立50週年（SG50）慶祝活動，令國民感到更自豪，令行動黨的民望變得更高，也希望民眾對李光耀的支持可以對行動黨的選情有所幫助。不過，他們在2013年發表的人口白皮書提議令新加坡人口在2030年上升到690萬人，卻引起民眾不滿，更引起在當地罕有發生的示威。此外，和上一屆大選相同的是，收入不均、房屋價格和交通問題仍然是本屆大選的選舉議題，當中地鐵列車延誤和停駛更可以拖累政府的民望。按照當地規定，當地年滿21歲的公民都擁有投票權；當地新一代對行動黨執政初期新加坡創造的經濟奇蹟產生的共鳴遠遜於他們的祖輩，而且比起一黨獨大，他們更偏好多元政治和不同的政見。選民也希望有作用的反對派可以制衡行動黨和提升新加坡國際形象。

### 選區劃分
負責在每屆大選前劃分選區界線的機構是由總理召開，由內閣秘書主持的選區範圍檢討委員會；有評論認為這樣做是為了保證行動黨不會在大選中落敗。選區範圍檢討委員會在2015年7月24日發表報告。本屆大選設有的選區如下：
| 選區                | 估計選民人數 | 議席人數 | 指定少數種族          | 對應的原有選區                                                                                                 |
| ------------------- | ------------ | -------- | --------------------- | --- |
| 武吉巴督单选区      | 27,068       | 1        | －                    | 裕廊集選區的武吉巴督區                                                                                         |
| 武吉班让单选区      | 34,299       | 1        | －                    | 武吉班讓單選區全境                                                                                             |
| 凤山单选区          | 23,404       | 1        | －                    | 東海岸集選區的鳳山區                                                                                           |
| 丰加北单选区        | 28,131       | 1        | －                    | 豐加北單選區全境                                                                                               |
| 后港单选区          | 24,064       | 1        | －                    | 後港單選區全境                                                                                                 |
| 麦波申单选区        | 28,481       | 1        | －                    | 馬林百列集選區的麥波申區                                                                                       |
| 蒙巴登单选区        | 24,096       | 1        | －                    | 蒙巴登單選區全境                                                                                               |
| 先驱单选区          | 25,453       | 1        | －                    | 先驅單選區全境                                                                                                 |
| 波东巴西单选区      | 17,389       | 1        | －                    | 波東巴西單選區全境                                                                                             |
| 榜鹅东单选区        | 34,410       | 1        | －                    | 榜鵝東單選區全境                                                                                               |
| 拉丁马士单选区      | 28,885       | 1        | －                    | 拉丁馬士單選區全境                                                                                             |
| 盛港西单选区        | 30,097       | 1        | －                    | 盛港西單選區的大部分範圍                                                                                       |
| 裕华单选区          | 22,599       | 1        | －                    | 裕華單選區全境                                                                                                 |
| 蔡厝港集选区        | 119,848      | 4        | 馬來族                | 蔡厝港集選區原有範圍（油池區除外）                                                                             |
| 东海岸集选区        | 99,015       | 4        | 馬來族                | 東海岸集選區原有範圍（鳳山區除外）                                                                             |
| 荷兰-武吉知马集选区 | 104,397      | 4        | 印度族／ 其他少數民族 | 荷蘭-武吉知馬集選區全境、原屬摩綿-加冷集選區的部分摩綿區和西海岸集選區其中一個投票區                           |
| 惹兰勿刹集选区      | 102,454      | 4        | 馬來族                | 原摩綿-加冷集選區（哥南亞逸、甘榜格南、惹蘭勿剎區和部分摩綿區）、丹戎巴葛集選區（牛車水-金聲區）和原黃埔單選區 |
| 马西岭-油池集选区   | 107,527      | 4        | 馬來族                | 原屬蔡厝港集選區的油池區，以及原屬三巴旺集選區的馬西嶺和林景區                                                 |
| 西海岸集选区        | 99,236       | 4        | 印度族／ 其他少數民族 | 西海岸集選區原有範圍（金文泰區除外）                                                                           |
| 阿裕尼集选区        | 148,024      | 5        | 馬來族                | 阿裕尼集選區全境                                                                                               |
| 碧山-大巴窑集选区   | 129,850      | 5        | 馬來族                | 碧山-大巴窯集選區全境和原屬摩綿-加冷集選區的部分摩綿區                                                         |
| 裕廊集选区          | 130,428      | 5        | 印度族／ 其他少數民族 | 裕廊集選區原有範圍（武吉巴督區除外）和原屬西海岸集選區的金文泰區                                               |
| 马林百列集选区      | 146,087      | 5        | 馬來族                | 馬林百列集選區原有範圍（麥波申區除外）和原如切單選區                                                           |
| 义顺集选区          | 132,200      | 5        | 印度族／ 其他少數民族 | 義順集選區原有範圍（坎貝拉區和部分忠邦區除外）和原屬宏茂橋集選區的哥本峇魯區                                   |
| 三巴旺集选区        | 144,604      | 5        | 馬來族                | 三巴旺集選區原有範圍（馬西嶺、林景2區除外）和原屬義順集選區的坎貝拉區和部分忠邦區                              |
| 淡滨尼集选区        | 143,426      | 5        | 馬來族                | 淡濱尼集選區                                                                                                   |
| 丹戎巴葛集选区      | 130,601      | 5        | 印度族／ 其他少數民族 | 丹戎巴葛集選區原有範圍（牛車水-金聲區除外）和原屬摩綿-加冷集選區的部分摩綿區                                   |
| 宏茂桥集选区        | 187,652      | 6        | 印度族／ 其他少數民族 | 宏茂橋集選區原有範圍（哥本峇魯區除外），盛港西單選區的部分投票區和原屬白沙-榜鵝集選區的部分榜鵝南區            |
| 白沙-榜鹅集选区     | 187,252      | 6        | 馬來族                | 白沙-榜鹅集选区原有範圍（部分榜鵝南區除外）和原屬東海岸集選區的科尼島                                          |

## 參選政黨
本屆大選的提名日是9月1日，有九間學校被當局劃為提名中心。候選人要參加大選，就要到相應選區的提名中心填寫並遞交提名表格，並支付按櫃金（14500新加坡元）。
執政的行動黨將角逐全部89席，並已經在選舉令狀頒布前後數週介紹代表該黨到各選區參選的準候選人。然而，9月1日的提名結果顯示行動黨會在所有選區與反對黨對壘，是該國獨立以來首次。當地9個活躍的反對黨將各自競逐不同的選區。為了避免出現三角戰，各反對黨曾先後在8月初舉行兩場協商會議，確定各黨派角逐的選區，不過當地仍有獨立人士表態有意競逐個別選區。各大反對黨派當中，派出最多候選人的是工人黨，他們將會派出28個候選人，競逐5個單選區和5個集選區，其中工人黨所有現任民選議員都會留守原區，競逐連任。人民黨既會角逐波東巴西單選區和蒙巴登單選區，也會和民主進步黨（民進黨）合組團隊，在碧山-大巴窯集選區參選。其餘反對黨派出的候選人人數則由4至11個不等。

## 競選活動
2015年8月25日，新加坡總統陳慶炎應李顯龍建議解散國會，並於9月11日舉行大選。另外根據《國會選舉法令》規定，大選投票日前一日是「冷靜日」，不得進行選舉宣傳活動（但在當日前開始展示的合法選舉廣告不受限制），不得佩戴或在車輛上展示橫額、標誌等用以助選的物品（但候選人可佩戴競選標誌的仿製品用作選舉用途），也不可以召開選舉集會和拉票。
| 8月25日     | 總統解散國會並頒布選舉令狀 |
| 9月1日      | 提名日                     |
| 9月2日－9日 | 競選期                     |
| 9月10日     | 冷靜日                     |
| 9月11日     | 選舉日（當地公共假日）     |

各政黨在提名日之前都已經借助記者會、影片和手機應用程式介紹各自的候選人，並於9月2日正式展開競選活動。

### 各政党及候选人竞选纲领
- 人民行动党：你我同心，为国为民
- 新加坡工人党：掌握民權，把握未來（页面存档备份，存于）

### 行动党拿工人党市镇会开刀
执政的行动党在竞选期间，不断拿国会最大反对党工人党辖下的阿裕尼-后港-榜鹅东市镇会的财务疏漏予以抨击。市镇会是由各区议员组成的法定团体，负责打理区内的管理事宜。工人党党魁刘程强于9月2日在后港的首场群众大会，全程以潮州话发表演讲，说如犯法，早被捉。他指行动党过去四年对工人党“诸多为难”，不停地以市镇会议题“抹黑工人党”。总理李显龙也在同晚的另一场群众大会上以英语表示，某些反对党做错事后，要选民往前看，因为往后看就会看见“黑尾巴”。总理也指“如果新加坡的政治水平只是从政者不坐牢便可，我们就有严重的问题了”。

### 对民主党党魁展开攻击
行动党也对新加坡民主党党魁徐顺全发动攻击。教育部兼通讯及新闻部政务部长沈颖大力抨击对手很会“出pattern”（意指耍花招）。她指徐顺全不允许他人“回味他的往事”，只要提起往事，他会认为是在攻击其人格；她也指徐顺全另一个“pattern”（花招/花样）是先自己骂自己，然后说是他人在骂他。队友维文也指行动党并无“向导师捅一刀”的传统，以多年前政坛老将詹時中离开民主党事件，暗指徐顺全忘恩负义，背叛恩师。然而，当时处理此案的高庭法官Warren Khoo指民主党并无恶意中伤詹时中，可以说是詹时中咎由自取。

### 副总理尚达曼表现亮眼
行动党籍副总理兼财政部长尚达曼表现亮眼，于9月5日晚上在武吉班让单选区的群众大会上发表近半小时的演讲。他以各经济理由解释为何不可实施反对党政策；同时他也认可政府之前对于任人唯贤的思维方向是错误的。尚达曼的表现使得朝野双方都大为认可。

## 結果
| 政黨           | 得票      | %             | 競逐議席 （單選區／集選區） | 贏得議席 （單選區／集選區） | %      | 變化   |
| -------------- | --------- | ------------- | --------------------------- | --------------------------- | ------ | ------ |
| 人民行動黨     | 1,576,784 | 69.86         | 89 (13/16)                  | 83 (12/15)                  | 93     | +3     |
| 工人黨         | 281,697   | 12.48         | 28 (5/5)                    | 6 (1/1)                     | 7      | -1     |
| 新加坡民主黨   | 84,770    | 3.76          | 11 (2/3)                    | 0 (0/0)                     | －     | －     |
| 國民團結黨     | 79,780    | 3.53          | 12 (2/2)                    | 0 (0/0)                     | －     | －     |
| 革新黨         | 59,432    | 2.63          | 11 (1/2)                    | 0 (0/0)                     | －     | －     |
| 國人為先黨     | 50,791    | 2.25          | 10 (0/2)                    | 0 (0/0)                     | －     | 新政黨 |
| 新加坡人民黨   | 49,015    | 2.17          | 7 (2/1)                     | 0 (0/0)                     | －     | －     |
| 新加坡民主聯盟 | 46,508    | 2.06          | 6 (0/1)                     | 0 (0/0)                     | －     | －     |
| 人民力量黨     | 25,460    | 1.13          | 4 (0/1)                     | 0 (0/0)                     | －     | 新政黨 |
| 無黨籍人士     | 2,729     | 0.12          | 2 (2/0)                     | 0 (0/0)                     | －     | －     |
| 空白票／無效票 | 47,315    | 總票數的2.05% | －                          | －                          | －     | －     |
| 總計           | 2,460,977 | 100.00        | －                          | 89 (13/16)                  | 100.00 | +2     |

### 各方反应
总理李显龙于结果完全公布后的数小时后，在9月12日早晨感谢国人给予强而有力的支持，及其托付的重任。
革新党党魁肯尼斯·惹耶勒南在抽样计票结果公布后向媒体发言，说此结果并非人民对执政党经济政策的委托，而是对独裁主义与洗脑之委托。得到此结果可归咎于控制国人住房、储蓄、工作，也管制所有媒体，同时并没有独立的选举局。这相当于朝鲜和中国的情况。
工人党秘书长刘程强在落选后欲向行动党传话，表示建立人民与国家机构，如公共服务业、司法体制和主流媒体的互信是重要的。“将这些机构政治化，以捞取政治资本，对我而言是违反新加坡国家利益的。”

### 结果分析
即使本次大选面对反对派角逐所有选区，惟选举结果却让许多新加坡人感到惊讶。执政的行动党获得全国高达69.9%的选票，不但没有丢失任何议席，反而从反对党工人党手中以微差重夺榜鹅东单选区，工人党则以微差保住阿裕尼集选区。在所有选区中，由副总理尚达曼领军的裕廊集选区团队获得79.3%的成绩，是行动党得票率最高的选区。
当地公民媒体网络公民（The Online Citizen）的主编许渊臣也对结果感到震惊。他表示多数选民未必将候选人的素质考虑在内。在本次大选开战前，执政党不断强调如投反对党，执政党无法继续执政，这或许导致选民担心影响该国政局。
也有评论指即使行动党高票胜出，也并没有得到人民的委托。这是因为行动党选票的剧增主要来自低收入的弱势群体。他们可能会到邻里的咖啡店攻击行动党政府的政策，参加反对党的群众大会，不过由于他们可能害怕失去政府给予的各种津贴、福利等等，故而暗地里把票投给执政党。而且，行动党随后举行胜选演讲，出席人数少之又少；一群着白衣的行动党人站在勿洛巴刹（菜市场）外，无人上前恭贺，候选人林瑞生得到商店里向几名外籍店员握手。

## 備註
1. ↑  括號內數據為非選區議席的數目和增減（選前為工人黨2席、人民黨1席）。
2. ↑  新加坡歷屆大選的詳細結果都可以在新加坡選舉局的網頁查閱[5]。

## 外部連結
- 新加坡國會（页面存档备份，存于）
- 新加坡選舉局（页面存档备份，存于）